# Chris A. Butler
Chris A. Butler (* 14. August 1952 in Knoxville, Tennessee; † 30. April 1994 in Los Angeles, Kalifornien) war ein US-amerikanischer Szenenbildner.

## Leben und Werdegang
Butler studierte an der Atlanta School of Art und arbeitete später zunächst als Ausstatter bei Einzelhändlern in Los Angeles. Ab 1978 war er bei Filmproduktionen tätig.
Für seine Arbeit beim Film Chaplin war er bei der Oscarverleihung 1993 gemeinsam mit Stuart Craig für den Oscar für das beste Szenenbild nominiert.
Im Jahr 1994 verstarb er in seinem Haus in Los Angeles an den Folgen seiner AIDS-Erkrankung. Er hinterließ seine Mutter, eine Schwester und seinen langjährigen Lebensgefährten.

## Filmografie (Auswahl)
- 1981: Kesse Bienen auf der Matte (…All the Marbles)
- 1984: Gegen jede Chance (Against All Odds)
- 1985: Die Ehre der Prizzis (Prizzi's Honor)
- 1986: Verrat an der Liebe (Just Between Friends)
- 1986: Nochmal so wie letzte Nacht (About Last Night…)
- 1987: Bestseller (Best Seller)
- 1989: Von Bullen aufs Kreuz gelegt (An Innocent Man)
- 1990: Grüße aus Hollywood (Postcards from the Edge)
- 1991: L.A. Story
- 1991: Bill & Ted’s verrückte Reise in die Zukunft (Bill & Ted's Bogus Journey)
- 1992: Chaplin